# Mark Morren
Mark Morren (Wilrijk, 9 oktober 1961) is een Vlaams journalist bij de radionieuwsdienst van de VRT.
Morren studeerde Germaanse aan de Vrije Universiteit Brussel en werkte daarna enkele jaren als leerkracht. In 1991 ging hij aan de slag bij de VRT, eerst als journalist voor Teletekst, later voor Radio 1 en Donna. In 1993 begon hij bij de radionieuwsdienst, waar hij nog steeds actief is. Morren is gespecialiseerd in verslaggeving over misdaad en rechtspraak.
Op 7 november 2011 kreeg Morren een hartstilstand tijdens het joggen. Hij moest gereanimeerd worden en lag een tijd in coma op de dienst Intensieve Zorg in het Universitair Ziekenhuis Antwerpen.
Bij het ontwaken uit coma bleek dat de hersenen weinig schade hadden ondervonden maar de spraak en coördinatie bleken wel aangetast.
Na een revalidatieperiode is  Morren sinds 1 oktober 2012 terug aan de slag als journalist bij de VRT.

- International Standard Name Identifier: 0000 0003 9658 5930
- Nederlandse Thesaurus van Auteursnamen: 155603566
- Virtual International Authority File: 291557124
- WorldCat: E39PBJpDMyhj8gxB7QQKvM3hHC